# Moshe Lion
Pour les articles homonymes, voir Lion (homonymie).
Pour le footballeur israélien, voir Mutzi Leon.
Moshe Lion (hébreu : משה ליאון), né le 6 octobre 1961 à Givatayim, est un entrepreneur et homme politique israélien du parti politique local Yerushalayim Shelanu. Il est maire de Jérusalem depuis le 4 décembre 2018.

## Biographie
Moshe Lion effectue son service militaire dans le rabbinat militaire de l'armée israélienne. Ensuite, il étudie l'économie et la comptabilité à l'université Bar-Ilan. Il obtient un CPA de commissaire aux comptes en 1990 et l'année suivante, il fonde le cabinet d'affaires Yitzhaki & Co avec Avigdor Yitzhaki et deux autres associés (il a pris sa retraite depuis 2017).
De 1996 à 1999, il travaille au cabinet du Premier ministre Benyamin Netanyahou (1996-1999), comme conseiller économique.
De 2003 à 2006, il est directeur des Chemins de fer israéliens, puis à partir de 2008, directeur de l'Autorité de développement de Jérusalem.
En 2013, il est élu membre du conseil municipal de Jérusalem sous l'étiquette du Likoud, mais il est battu pour le poste de maire par le sortant Nir Barkat. De nouveau candidat lors du scrutin du 13 novembre 2018, il est élu et entre en fonction le 4 décembre suivant, devenant le premier maire séfarade de la capitale israélienne.
Depuis 2014, il est en outre président de conseil d'administration du centre médical Mayanei HaYeshua à Bnei Brak.
Moshe Lion est marié et a quatre enfants.